# Alexis Galpérine
Pour les articles homonymes, voir Galpérine.
Alexis Galpérine est un violoniste français né à Paris en 1955.
En près de quarante années de carrière, il a donné des concerts comme soliste et comme chambriste dans la plupart des pays européens, en Russie, au Moyen-Orient, en Amérique et au Japon.

## Biographie

### Famille et formation
Né en 1955, Alexis Galpérine épouse l'écrivaine et juriste Élise Lefebvre,
Alexis Galpérine étudie au Conservatoire national supérieur de musique de Paris et à la Juilliard School de New-York. Ses principaux maîtres furent Roland Charmy, Ivan Galamian et Henryk Szeryng.
Il est lauréat des concours Carl Flesch (Londres) et Paganini (Gênes) et premier Prix du concours de Belgrade. Prix Georges Enesco de la Sacem, il est aussi titulaire d’une licence de philosophie de la Sorbonne.

### Carrière
Alexis Galpérine fut soliste pour l'orchestre Lamoureux, l'orchestre mondial des Jeunesses musicales, l'Orchestre philharmonique de Monte-Carlo, les Solistes de Sofia, l’American Chamber Orchestra et les orchestres de chambre de Belgrade, de Toscane, de Bratislava, de Cologne etc. Il a joué notamment sous la direction de Manuel Rosenthal, Michel Tabachnick, Antoni Ros-Marbà, Bruno Mantovani, Paul Méfano, Charles Groves, Francesco Molinari-Pradelli, Marcello Viotti, Patrice Fontanarosa, Pierre Roullier, Philippe Bernold…
En tant que chambriste, il s’est produit au Library of Congress Summer Festival de Washington D.C, aux Musicades de Lyon, au Festival des Arcs, aux Nancyphonies, aux festivals d’Asolo, de Sienne, de Crémone, et dans les séries de concerts de Radio-France. Membre fondateur des American Chamber Players,, un ensemble qui fut dix ans en résidence à la Library of Congress, il a donné de nombreux  concerts pour des sociétés de musique de chambre des États-Unis et du Canada. En France, il est artiste invité permanent de l’Ensemble Stanislas de Nancy.
Alexis Galpérine a créé plus d’une centaine d’œuvres, notamment avec les ensembles 2e2m et Musicavanti. Il est le dédicataire de Alone de Paul Méfano, de Légendes de Laurent Martin (concerto pour violon, vents et chœur), du concerto de Yassen Vodenitcharov, des sonates de Frédérik Martin et de Roger Boutry, de l’Adagio d’Olivier Greif, de Belgirate de Carlos Roqué-Alsina, du Quatuor d’Edouard Souberbielle…
Le cinéma a fait appel à lui et il a composé des musiques de scène (pour Coline Serreau, Benno Besson…)
Professeur au Conservatoire national supérieur de musique et de danse de Paris (violon et pédagogie) et au Conservatoire américain de Fontainebleau, il siège dans les jurys des concours internationaux (président du concours Ginette Neveu en 2013) et donne des master classes en France et à l’étranger. Il a été notamment invité à l’université de Bloomington.
Alexis Galpérine est l’auteur d’ouvrages et d’articles musicologiques. Il est membre du comité de rédaction de La Revue du Conservatoire, président de l’Association française des violonistes (L’Amirésol) et dirige la collection violon des Éditions Delatour-France. Depuis 2017, il est président d'honneur des Rencontres Musicales du Plateau d'Assy. En 2019, il est nommé président de la section française de l'ESTA (European String Teachers Association).

## Pour approfondir